# Oskar Dirlewanger
Oskar Paul Dirlewanger (Würzburg, 26 settembre 1895 – Altshausen, 7 giugno 1945) è stato un generale e criminale di guerra tedesco delle Waffen-SS durante la seconda guerra mondiale.
Fondatore e comandante dell'unità penale "SS-Sturmbrigaden Dirlewanger", il suo nome è strettamente collegato ad alcuni dei peggiori crimini avvenuti durante il secondo conflitto mondiale. Egli combatté inoltre nella prima guerra mondiale e in altri conflitti successivi ad essa, come la guerra civile spagnola. Morì dopo la fine della seconda guerra mondiale mentre era detenuto dagli Alleati, dopo essere stato picchiato dai suoi carcerieri. 
Dirlewanger è stato regolarmente descritto come una figura molto nota tra gli storici e i ricercatori: Steven Zaloga l'ha descritto come un "killer psicopatico ed un pedofilo"; "brutalmente sadico" secondo Richard Rhodes;" un esperto in stermini e un appassionato di sadismo e necrofilia" da J. Bowyer Bell; Bryan Mark Rigg ha affermato che Dirlewanger fu un "sadico ed un necrofilo"; mentre nel libro SS: Hell on the Western Front viene descritto come "l'uomo più cattivo delle SS". Secondo quanto afferma Timothy D. Snyder, "nei vari campi di battaglia della seconda guerra mondiale pochi poterono competere con la crudeltà di Oskar Dirlewanger".

## Biografia
Nato a Würzburg nel 1895, fu ufficiale nella prima guerra mondiale, dove fu ferito e decorato. Tra il 1919 e il 1921 fece parte dei Freikorps e successivamente aderì allo NSDAP. Nel 1934 fu condannato per pedofilia, a seguito dello stupro di una tredicenne e per molestie ad altre ragazze minorenni, a scontare due anni di carcere duro. Secondo Sven Hassel, nel romanzo Commando Himmler, Dirlewanger sarebbe stato anche incarcerato per offesa al buoncostume, non meglio chiarita, durante la guerra di Spagna, cui prese parte nel 1937 con la Legione spagnola e successivamente con la Legione Condor con le truppe tedesche; Hassel aggiunge che Dirlewanger si sarebbe riabilitato durante la battaglia di Madrid.
All'inizio della seconda guerra mondiale si offrì volontario nelle Waffen-SS, e ricevette il grado di Obersturmführer. Successivamente fu aggregato alla divisione Totenkopf di Theodor Eicke ed arrivò in seguito a comandare la 36. Waffen-Grenadier-Division der SS, o forse più correttamente brigata, che prese appunto il nome di Dirlewanger, composta per lo più da ex-galeotti e criminali comuni, che oltre ad essere destinati a morte certa nelle zone più critiche del fronte orientale, si macchiarono anche di vari crimini di guerra compiuti nei confronti dei civili polacchi, ucraini e bielorussi. Sembra persino che i russi non facessero prigionieri tra i soldati arresi o catturati appartenenti a questa brigata.

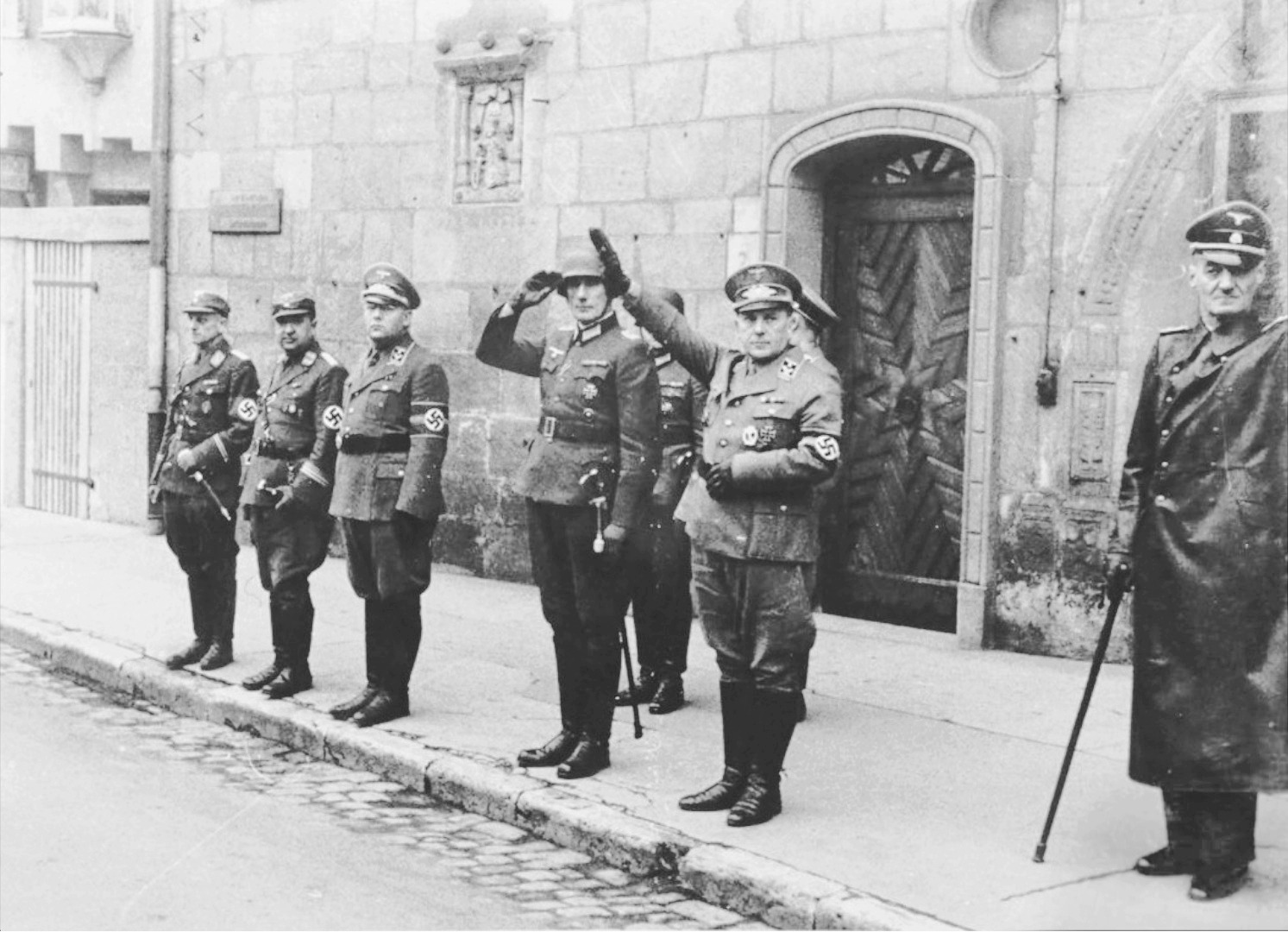
Questa foto è stata scattata mentre Dirlewanger (sulla destra) si stava ancora riprendendo da una ferita da arma da fuoco al petto, ricevuta durante le operazioni anti-partigiani in Bielorussia. Questo spiega perché tiene un bastone e saluta con il braccio sinistro.

Oltre ad operare nelle zone più critiche del fronte orientale fu anche una divisione da retrovia, con il compito di compiere la rituale pulizia etnica. Il Sonderkommando Dirlewanger dipendeva dall'Einsatzgruppe B ed operò soprattutto in Bielorussia. Processati anche per questo sono stati Erich Naumann ed Erich von dem Bach-Zelewski. Nel 1944 il Sonderkommando partecipò all'impegnativa e difficile riconquista di Varsavia, dopo la rivolta partigiana, operazioni effettuate sotto il comando di Erich von dem Bach-Zelewski.

### Morte

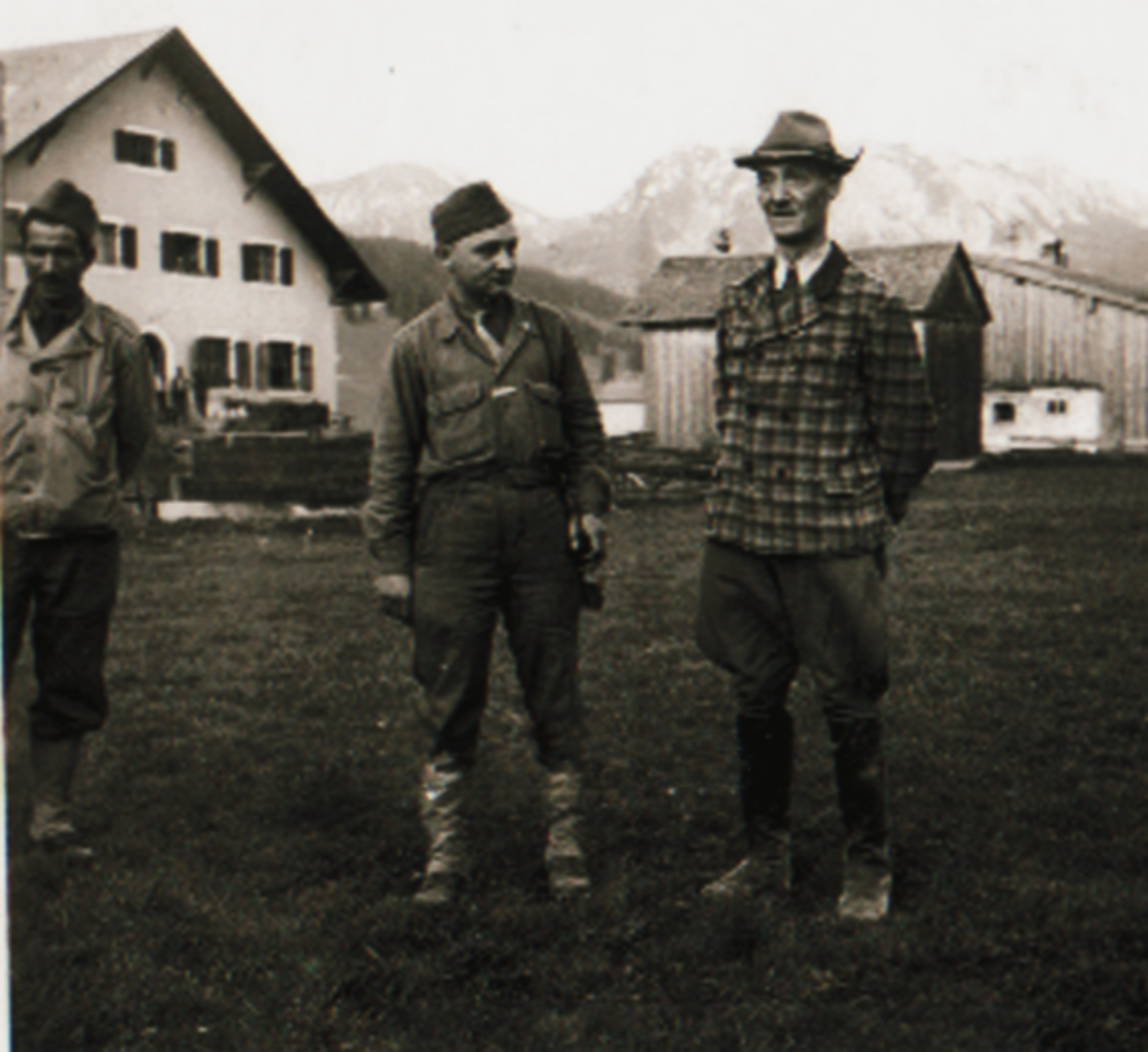
Dirlewanger (sulla destra) dopo il suo arresto in Austria dalle truppe coloniali francesi

La divisione Dirlewanger si arrese nel maggio 1945. Il 1º giugno 1945 soldati polacchi inquadrati nelle forze di occupazione francesi erano di guardia nella prigione militare di Altshausen, dove era stato rinchiuso: riconosciuto, Dirlewanger fu bastonato a morte da ex prigionieri di un campo di sterminio. Questa notizia fu però inizialmente tenuta nascosta, e così molte voci e leggende nacquero attorno alla sua morte.
I francesi seppellirono il corpo di Dirlewanger il 19 giugno 1945, lasciando ancora molti dubbi sulla sua avvenuta morte. Infatti, molte fonti, tra cui lo stesso Duprat, parlano anche di una sua presenza in Paesi mediorientali, talora servendo la Legione straniera, in altre occasioni nelle vesti di combattente nell'esercito di liberazione egiziano di Nasser. Queste voci furono definitivamente smentite, quando un tribunale francese fece esumare ed esaminare il cadavere, per confermarne l'identità, nel novembre 1960.

## Influenza culturale
Nel film sovietico Va' e vedi, del 1985, è presente un personaggio riconducibile a Dirlewanger, un ufficiale delle SS con un piccolo lemure, che richiama la passione del gerarca nazista per gli animali esotici, come riportato da Johannes Frießner; la pellicola è liberamente ispirata dal massacro compiuto dallo stesso Dirlewanger nel 1943 in Bielorussia nel villaggio di Chatyn'. La sua unità compare nel videogioco Velvet Assassin. Inoltre, il personaggio SS-Standartenführer Dirlewanger è interpretato da Tom Savini nel film horror del 2013 The 4th Reich. Appare inoltre nel manga Neun di Tsutomu Takahashi, come aguzzino di lavoratori forzati polacchi.